# Tribunál Římské roty
Tribunál Římské roty (latinsky Tribunal Rotae Romanae) je odvolací tribunál Svatého stolce a po Nejvyšším tribunálu apoštolské signatury druhý nejvyšší soudní tribunál římskokatolické církve.

## Charakteristika
Jeho hlavní funkcí je být druhou nebo třetí instancí, přezkoumávající odvolání v případech, které už prošly nižšími instancemi (obvykle diecézním soudem a metropolitním soudem). Děkanem Římské roty byl italský kněz Pio Vito Pinto, kterého 30. března 2021 vystřídal Alejandro Arellano Cedillo, který byl 2. února 2023 jmenován biskupem.

## Název
Slovo rota nesouvisí s českým označením vojenského útvaru. Vychází z italského označení pro kolo, neboť soudci původně jednali v oválné místnosti.